# Clorosis

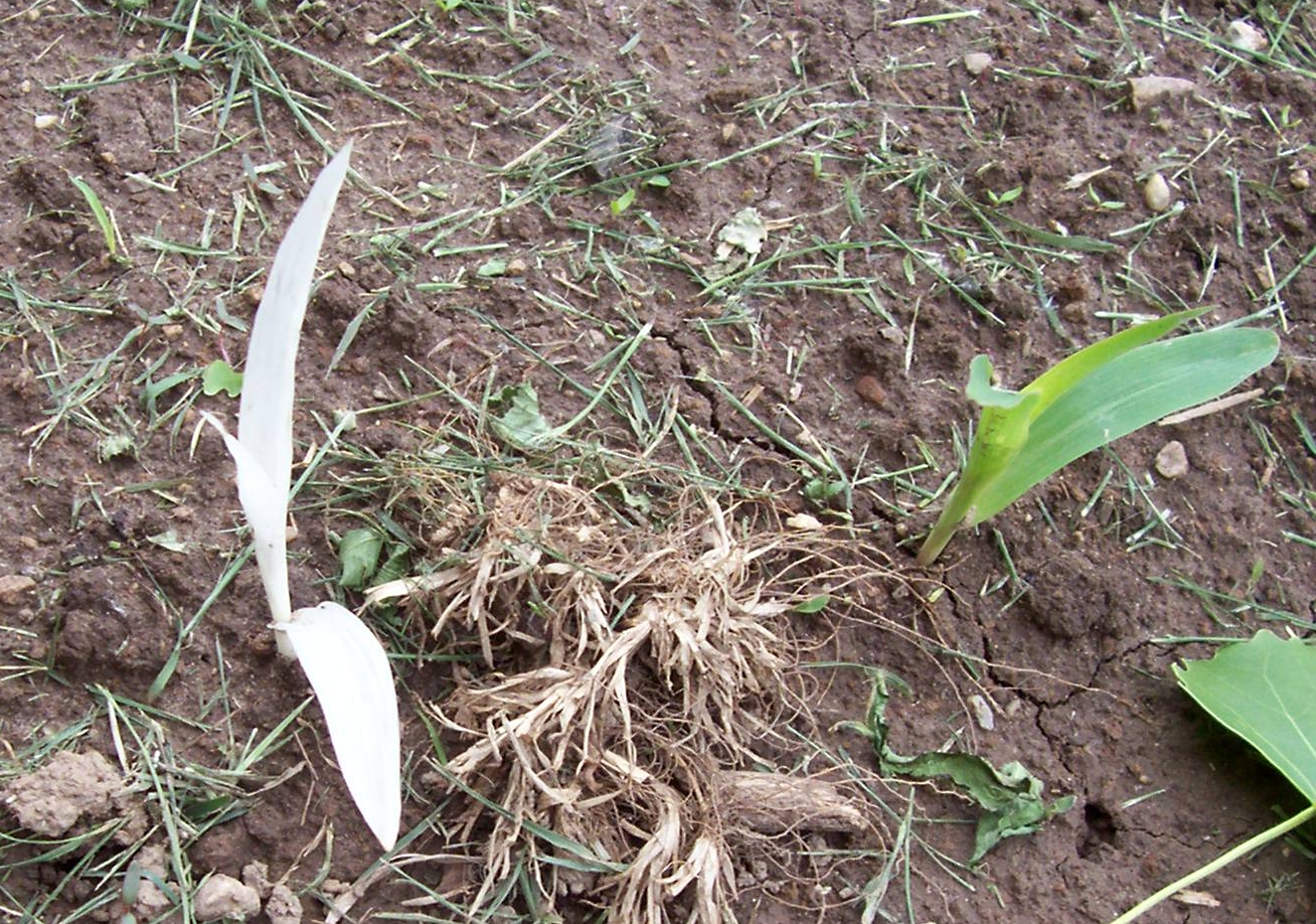
Clorosis (izquierdo).

En Fitopatología, la clorosis es una condición fisiológica anormal en la que el follaje produce insuficiente clorofila. Cuando esto ocurre, las hojas no tienen la coloración normal verde; la coloración es de un verde pálido, amarillo, amarillo blanquecina. Las plantas afectadas tienen disminuida su capacidad de formar carbohidratos y pueden morir si la causa de su insuficiencia clorofílica no es tratada. Deficiencias específicas de nutrientes (frecuentemente agravadas por un alto nivel de pH) producen clorosis, que podría corregirse suplementando con hierro, magnesio y nitrógeno en varias combinaciones. También puede deberse a un exceso de calcio. Algunos pesticidas, particularmente herbicidas, pueden causar clorosis, tanto a las malezas como ocasionalmente a los cultivos tratados.
También puede deberse a un exceso o defecto de riego, a parásitos varios, enfermedades infecciosas (como la tristeza de los cítricos) o a estar la planta plantada en terrenos compactos o a demasiada profundidad.